# Yoo Ji-tae
Yoo Ji-tae (en hangul, 유지태; Seúl, Corea del Sur, 13 de abril de 1976) es un actor surcoreano.

## Biografía
En noviembre de 2020 anunció que ingresaría a los estudios en el 2021, ingresando a la Universidad Chung-Ang, después de obtener dos maestrías.
En el 2006 comenzó a salir con la actriz Kim Hyo-jin, la pareja se casó en el hotel de Shilla, en Seúl el 2 de diciembre de 2011. El 5 de julio del 2014 la pareja anunció que le habían dado la bienvenida a su primer hijo. En octubre del 2018 anunciaron que estaban esperando a su segundo hijo, al cual le dieron la bienvenida en abril del 2019.

## Carrera
Fue miembro de la agencia Namoo Actors del 2013 al 2018.
En Corea comenzó a ser conocido por su participación en numerosas cintas de éxito como  Attack the Gas Station y Ditto. 
Internacionalmente es conocido por su papel en Oldboy de Park Chan-wook.
El 11 de octubre de 2017 se unió al elenco principal del programa Mad Dog, donde interpreta a Choi Kang-woo, un expolicía, que luego de la muerte de su esposa e hijo en un accidente de avión decide formar su propio grupo "Mad Dog Cooperative", para averiguar quién fue el responsable de la muerte de su familia y de las sesenta y siete personas de los ciento noventa pasajeros a bordo del vuelo "Juhan Air 801".
En agosto del 2018 se anunció que se había unido al elenco principal de la serie de espías Different Dreams (también conocida como "Lee Mong"), donde dará vida a Kim Won-bong, el líder de una sociedad secreta que lucha por la independencia de Corea.
En abril del 2020 se unió al elenco principal de la serie When My Love Blooms (también conocida como "The Most Beautiful Moment in Life"), donde interpretó a Han Jae-hyun de adulto, quien se reencuentra con su primer amor Yoon Ji-soo (Lee Bo-young).
En 2022 formó parte del elenco principal de la serie Money Heist: Korea – Joint Economic Area donde dio vida al profesor. La serie es un remake de la exitosa serie española La casa de papel.

## Filmografía

### Series
- Healer (2014-2015)
- Mad Dog (serie, 2017)
- Different Dreams (serie, 2019)
- When My Love Blooms (también conocida como "The Most Beautiful Moment in Life") (serie, 2020)[16]
- Money Heist: Korea – Joint Economic Area (serie, 2022-)

### Cine
- Bye June (1998)
- Attack the Gas Station (1999)
- 01412 Sect of the Magic Sword (2000)
- Ditto (2000)
- Nightmare (2000)
- Libera Me (2001)
- MOB 2025 (2001)
- One Fine Spring Day (2001)
- Wonderful Days (2003)
- Into the Mirror (2003)
- Natural City (2003)
- Oldboy (2003)
- Woman is the Future of Man (2004)
- Antarctic Journal (2005)
- Sympathy for Lady Vengeance (2005)
- Running Wild (2006)
- Three Fellas (2006)
- Traces of Love (2006)
- Hwang Jin-yi (2007)
- Star´s Lover (2008)
- Hello, Schoolgirl (2008)
- Midnight FM (película 2010)
- The Swindlers (2017)
- Money (película, 2019)[17]
- Svaha (2019)

### Director
- The Bike Boy (2003)
- How Does the Blind Dream (2005)
- Out of My Intention (2008)
- The Man Only I Can See (2020)

### Teatro
| Año  | Título                                         | Personaje | Notas                 |
| ---- | ---------------------------------------------- | --------- | --------------------- |
| 2007 | Come to the Ghost House (귀신의 집으로 오세요) | -         | junto a Kim Dae-myung |